# Liste des évêques de Guadix

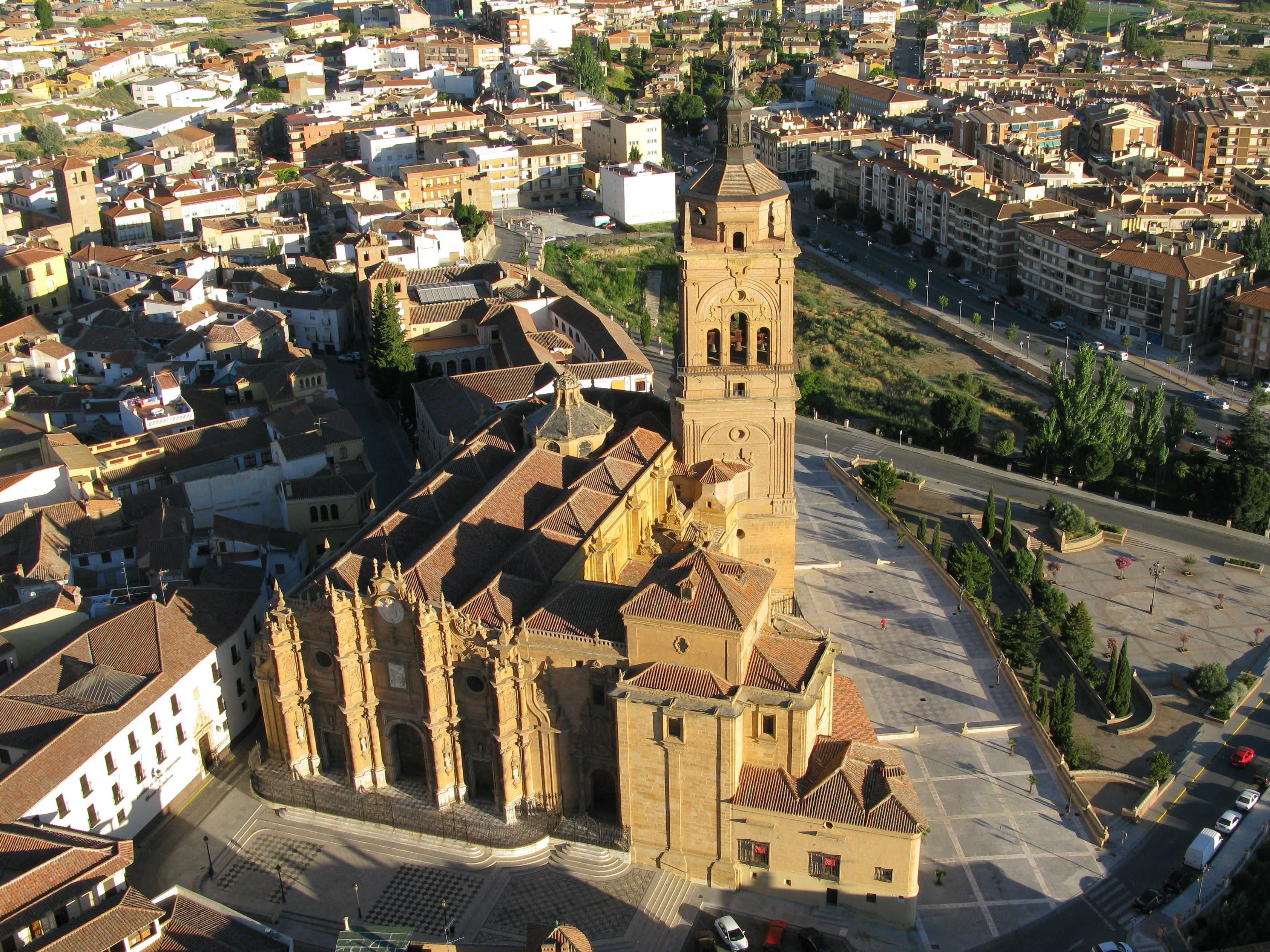
La cathédrale de Guadix.

La liste des évêques de Guadix recense les noms des évêques qui se sont succédé sur le siège épiscopal de Guadix en Espagne depuis la fondation du diocèse de Guadix au Ier siècle. 

## Évêque d'Acci
- Torquat d'Acci (vers 47)
- Atanasio (fin du Ier siècle)
- Emiliano (vers 136)
- Sotero Germano (vers 174)
- Julio (vers 210)
- Aureo (vers 250)
- Félix (vers 322)
- Vicente (vers 360)
- Veliano (vers 396)
- Armando (vers 429)
- Ceciano (vers 458)
- Magnario (vers 491)
- Bertrando (vers 526)
- Luciano (vers 562)
- Liliolo (vers 589)
- Pedro (vers 590)
- Pablo (vers 610)
- Clarencio (vers 633)
- Justo (vers 638)
- saint Frodoario (vers 647)
- Juliano (vers 653)
- Magnario (vers 655)
- Ricila (vers 675)

## Évêque sous l'époque musulmane
- Frodoario II (vers 719)
- Quirico (vers 839)

## Évêque de pré-restauration
Alphonse VII de León et Castille prend Guadix entre 1152-1157 et sollicite du Saint-Siège des évêques qui vivent en dehors du diocèse. 
- Pedro II (vers 1401)
- Fray Nicolás (1401-1417)
- Pedro III (vers 1417-1434)
- Fernando de Atienza (1434-1475)
- Pedro IV (1475-1485)

## Évêque de Guadix et Baza
- Diego García de Quijada (1485-1522)
- Pedro González Manso (1522-1524), nommé évêque de Tuy
- Gaspar de Ávalos de la Cueva (1525-1528), nommé archevêque de Grenade
- Fray Antonio de Guevara (1528-1537), nommé évêque de Mondoñedo-Ferrol
- Antonio del Águila y Paz (1537-1546), nommé évêque de Zamora
- Fernando de Contreras (non consacré)
- Martín Pérez de Ayala (1548-1560), nommé évêque de Ségovie
- Melchor Álvarez de Vozmediano y Orozco (1560-1574)
- Francisco de Lillo (non consacré)
- Julián Ramírez Díaz (1574-1581)
- Juan Alonso de Moscoso y López (1582-1593), nommé évêques de León
- Juan de Fonseca y Guzmán (1594-1604)
- Juan Orozco de Covarrubias y Leyva (1606-1610)
- Nicolás Valdés de Carriazo (1612-1617)
- Jerónimo Herrera y Salazar (1618-1619)
- Plácido de Tosantos y Medina (1620-1624), nommé évêque de Zamora
- Juan de Arauz y Díaz (1625-1635)
- Juan Dionisio Fernández Portocarrero (1636-1640), nommé évêque de Cadix
- Juan Queipo de Llano (1640-1643), nommé évêque de Coria-Cáceres
- Francisco Pérez Roy (1643-1644)
- Bernardino Rodríguez de Arriaga y López (1649-1651)
- Diego Serrano Sánchez (1652)
- José Laynez y Gutiérrez (1653-1667)
- Diego de Silva y Pacheco (1667-1675)
- Clemente Álvarez y López (1675-1688)
- Juan de Villacé Vozmediano y García (1689-1698), nommé évêque de Plasencia
- Pedro de Palacios y Tenorio (1693-1700)
- Juan González Feijoo de Villalobos (1702-1706)
- Juan de Montalbán y Gámez (1707-1720), nommé évêque de Plasencia
- Felipe de los Tueros y Huerta (1721-1733), nommé archevêque de Grenade
- Francisco Salgado y Quiroga (1734-1744)
- Andrés de List y Barrera (1745-1750)
- Miguel de San José (1750-1757)
- Francisco Bocanegra y Givaja (1757-1773), nommé archevêque de Compostelle
- Bernardo de Lorca y Quiñones (1773-1798)
- Raimundo Melchor Magi y Gómez (1798-1803)
- Marcos Cabello y López (1804-1819)
- Diego Muñoz Torrero (1820) (non consacré)
- Juan José Cordón y Leyva (1824-1827)
- José Uraga Pérez (1828-1840)
- Francisco Javier de Cienfuegos y Jovellanos (1840-1847), archevêque de Séville, administrateur apostolique
- Antonio Lao y Cuevas (1848-1850)
- Juan José Arbolí y Acaso (1852-1853), nommé évêque de Cadix
- Mariano Martínez Robledo (1854-1855)
- Antonio Rafael Domínguez y Valdecañas (1855-1865)
- Mariano Breznes y Arredondo (1866-1876), nommé évêque d'Astorga
- Vicente Pontes y Cantelar (1876-1893)
- Maximiliano Fernández del Rincón y Soto Dávila (1893-1907)
- Timoteo Hernández Mulas (1908-1921)
- Ángel Marquina Corrales (1922-1928)
- Manuel Medina Olmos (1928-1936), martyr de la guerre civile, béatifié
- Agustín Parrado García (1939-1942), archevêque de Grenade, administrateur apostolique
- Rafael Álvarez Lara (1942-1965), nommé évêque de Majorque
- Gabino Díaz Merchán (1965-1969), nommé évêque d'Oviedo
- Antonio Dorado Soto (1970-1973), nommé nommé évêque de Cadix
- Ignacio Noguer Carmona (1976-1992), nommé évêque de Huelva
- Juan García-Santacruz Ortiz (1992-2009)
- Ginés Ramón García Beltrán (es) (2009-2018), nommé évêque de Getafe
- Francisco Jesús Orozco Mengíbar (es) (2018 - )

## Sources et liens externes
- (es) Site du diocèse de Guadix
- (en) Fiche du diocèse, Catholic-Hierarchy